# چراغ‌کوسه هاوایی
چراغ‌کوسه هاوایی (نام علمی: Etmopterus villosus) نام یک گونه از راسته خاردارکوسه‌سانان است.